# Spanje op de Olympische Winterspelen 2010

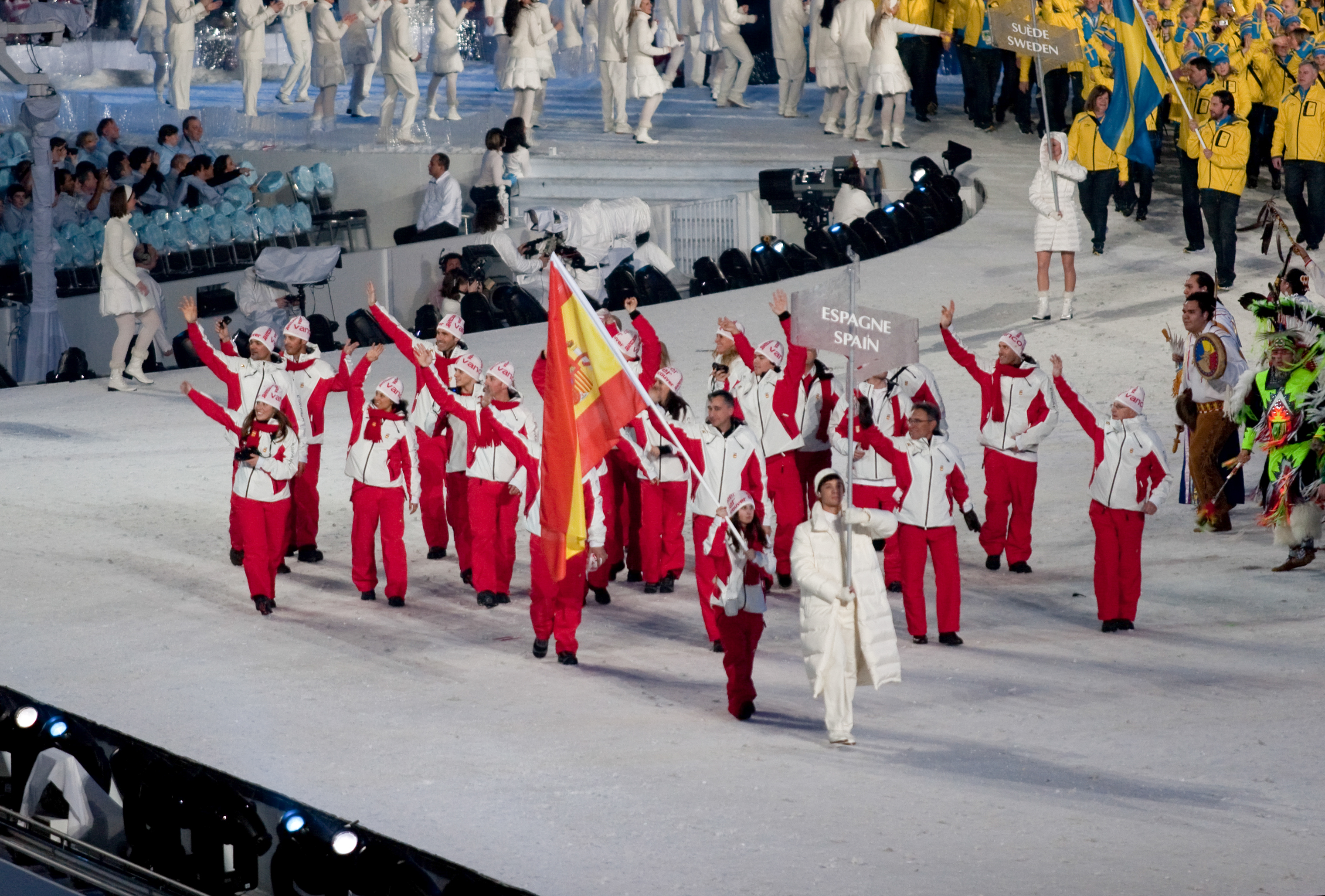
Het team van Spanje bij de opening

Tijdens de Olympische Winterspelen van 2010, die in Vancouver (Canada) werden gehouden, nam Spanje voor de achttiende keer deel aan de Winterspelen.

## Deelnemers en resultaten
(m) = mannen, (v) = vrouwen 

### Alpineskiën
| Olympiër               | Discipline          | Resultaat | Prestatie                          |
| ---------------------- | ------------------- | --------- | ---------------------------------- |
| Ferran Terra           | Afdaling (m)        | 44e       | 1.58,85 (+4,54)                    |
| Ferran Terra           | Qupercombinatie (m) | DNF       | DNF-2                              |
| Ferran Terra           | Super G (m)         | 27e       | 1.35,75 (+2,41)                    |
| Ferran Terra           | Reuzenslalom (m)    | DNF       | DNF-1                              |
| Paul de la Cuesta      | Afdaling (m)        | 51e       | 1.59,84 (+5,53)                    |
| Paul de la Cuesta      | Super G (m)         | 35e       | 1.34,03 (+3,69)                    |
| Paul de la Cuesta      | Reuzenslalom (m)    | 32e       | 2.43,22 (+5,39) — 1.20,06+1.23,16  |
|                        |                     |           |                                    |
| Carolina Ruiz Castillo | Afdaling (v)        | 15e       | 1.47,62 (+3,43)                    |
| Carolina Ruiz Castillo | Super G (v)         | 18e       | 1.23,05 (+2,91)                    |
| Carolina Ruiz Castillo | Reuzenslalom (v)    | 34e       | 2.35,07 (+7,96) — 1.19,17+1.15,90  |
| Andrea Jardi           | Super G (v)         | DNF       | DNF                                |
| Andrea Jardi           | Reuzenslalom (v)    | DNF       | DNF-2                              |
| Andrea Jardi           | Slalom (v)          | DNF       | DNF-1                              |
| Maria Jose Rienda      | Reuzenslalom (v)    | 38e       | 2.37,45 (+10,34) — 1.21,22+1.16,23 |

DNF = Niet aangekomen

### Biatlon
| Olympiër                  | Discipline            | Resultaat | Prestatie                                  |
| ------------------------- | --------------------- | --------- | ------------------------------------------ |
| Victoria Padial Hernandez | 7,5 km sprint (v)     | 87e       | 24.55,5 (+4.59,9) pen.: 2 (1 + 1)          |
| Victoria Padial Hernandez | 15 km individueel (v) | 86e       | 56.41,8 (+15.49,0) pen.: 8 (1 + 4 + 0 + 3) |

### Freestyleskiën
| Olympiër      | Discipline    | Resultaat | Prestatie                                                      |
| ------------- | ------------- | --------- | -------------------------------------------------------------- |
| Rocio Delgado | ski cross (v) | 31e       | kwalificatie: 31e (1.22,67) achtste finale: 3e - uitgeschakeld |

### Kunstrijden
| Olympiër         | Discipline | Resultaat | Prestatie                                    |
| ---------------- | ---------- | --------- | -------------------------------------------- |
| Javier Fernández | mannen     | 14e       | 206.68 (korte kür: 68.69, vrije kür: 137.99) |
|                  |            |           |                                              |
| Sonia Lafuente   | vrouwen    | 22e       | 133.51 (korte kür: 49.74, vrije kür: 83.77)  |

### Langlaufen
| Olympiër          | Discipline              | Resultaat | Prestatie            |
| ----------------- | ----------------------- | --------- | -------------------- |
| Javier Gutierrez  | 15 km vrije stijl (m)   | 69e       | 37.55,7 (+4.19,4)    |
| Javier Gutierrez  | 30 km achtervolging (m) | 40e       | 1:22.20,4 (+7.09,0)  |
| Javier Gutierrez  | 50 km klassiek (m)      | dnf       | niet gefinisht       |
| Diego Ruiz        | 15 km vrije stijl (m)   | 65e       | 37.31,8 (+3.55,5)    |
| Diego Ruiz        | 50 km klassiek (m)      | 44e       | 2:17.49,8 (+12.14,3) |
| Vicenc Vilarrubla | 15 km vrije stijl (m)   | 53e       | 36.22,7 (+2.46,4)    |
| Vicenc Vilarrubla | 30 km achtervolging (m) | 31e       | 1:19.48,2 (+4.36,8)  |
| Vicenc Vilarrubla | 50 km klassiek (m)      | 40e       | 2:13.33,8 (+7.58,3)  |
|                   |                         |           |                      |
| Laura Orgue       | 10 km vrije stijl (v)   | 38e       | 27.09,4 (+2.11,0)    |
| Laura Orgue       | 15 km achtervolging (v) | 27e       | 42.38,3 (+2.40,2)    |
| Laura Orgue       | 30 km klassiek (v)      | 37e       | 1:38.18,3 (+7.44,6)  |

### Skeleton
| Olympiër        | Discipline | Resultaat | Prestatie                                                         |
| --------------- | ---------- | --------- | ----------------------------------------------------------------- |
| Ander Mirambell | mannen     | 24e       | 2.43,62 (54,77 / 54,59 / 54,26 / niet gekwalificeerd voor 4e run) |

### Snowboarden
| Olympiër          | Discipline   | Resultaat | Prestatie                                                      |
| ----------------- | ------------ | --------- | -------------------------------------------------------------- |
| Regino Hernández  | cross (m)    | 31e       | kwalificatie: 31e (1.25,90) achtste finale: 4e - uitgeschakeld |
| Jordi Font        | cross (m)    | 35e       | kwalificatie: dnf - uitgeschakeld                              |
| Rubén Verges      | halfpipe (m) | 31e       | kwalificatie: 15e; 19,5 ptn (9,4 en 19,5) - uitgeschakeld      |
|                   |              |           |                                                                |
| Queralt Castellet | halfpipe (v) | 12e       | kwalificatie: 3e; 44,3 ptn (44,3 en 19,9) finale: niet gestart |

dnf: niet gefinisht
Albanië · Algerije · Andorra · Argentinië · Armenië · Australië · Azerbeidzjan · België · Bermuda · Bosnië en Herzegovina · Brazilië · Bulgarije · Canada · Chili · China · Chinees Taipei · Colombia · Cyprus · Denemarken · Duitsland · Estland · Ethiopië · Finland · Frankrijk · Georgië · Ghana · Griekenland · Groot-Brittannië · Hongarije · Hongkong · Ierland · IJsland · India · Iran · Israël · Italië · Jamaica · Japan · Kaaimaneilanden · Kazachstan · Kirgizië · Kroatië · Letland · Libanon · Liechtenstein · Litouwen · Macedonië · Marokko · Mexico · Moldavië · Monaco · Mongolië · Montenegro · Nederland · Nepal · Nieuw-Zeeland · Noord-Korea · Noorwegen · Oekraïne · Oezbekistan · Oostenrijk · Pakistan · Peru · Polen · Portugal · Roemenië · Rusland · San Marino · Senegal · Servië · Slovenië · Slowakije · Spanje · Tadzjikistan · Tsjechië · Turkije · Verenigde Staten · Wit-Rusland · Zuid-Afrika · Zuid-Korea · Zweden · Zwitserland